# A7 (Ivoorkust)

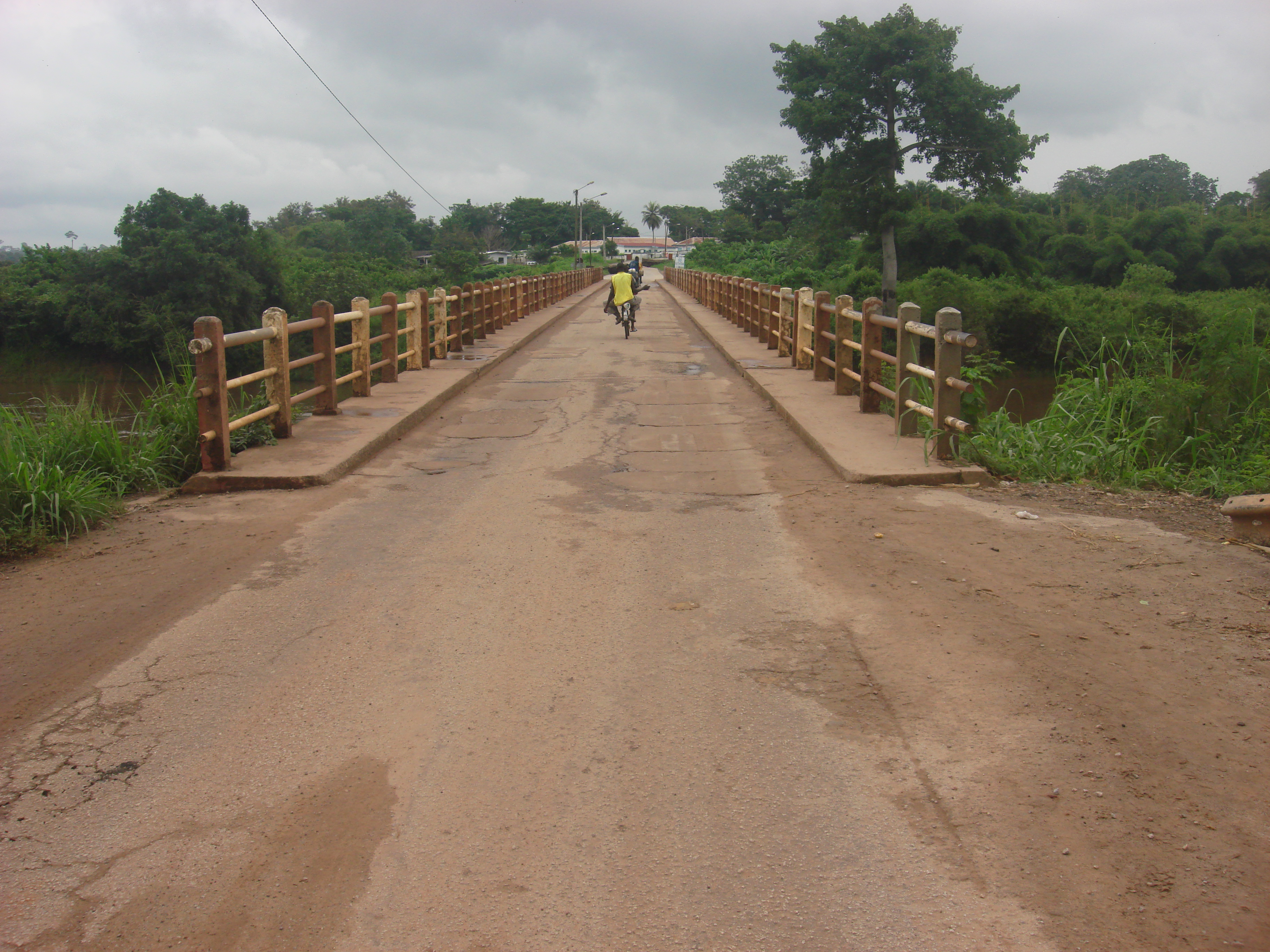
Brug over de N'zo bij Guiglo

De A7 of Route nationale 7 (A7) is een autoweg in Ivoorkust, die loopt van de grens met Liberia in het zuidwesten van het land tot de grens met Mali in het noorden. De weg is 780 km lang van Tabou aan de kust tot de grens met Mali. 
De weg verbindt de steden Tabou, Guiglo, Man, Touba en Odienné en loopt langs het Nationaal Park Taï. Vanaf de grens met Mali heet de weg RN9. De weg was anno 2017 in slechte staat. Zo was een stuk weg van 200 km ten noorden van Tabou praktisch onberijdbaar geworden.